# Občina Sveta Trojica v Slovenskih goricah
Občina Sveta Trojica v Slovenskih goricah je kraj in ena od občin v Republiki Sloveniji. Občina je nastala 1. marca 2006 z izločitvijo iz občine Lenart. 
Oktobra 2006 je bil za župana izvoljen Darko Fras (SLS), ki je vodil občino tri mandate. Novembra 2018 je bil za župana izvoljen David Klobasa (NSi).

## Naselja v občini
Gočova, Osek, Spodnja Senarska, Spodnje Verjane, Sveta Trojica v Slovenskih goricah, Zgornja Senarska, Zgornje Verjane, Zgornji Porčič

## Oris občine
Sveta Trojica je razpotegnjeno, gručasto, središčno naselje obdano z gozdovi. Nekateri se v Sveti Trojici počutijo kot na deželi.
Občina se v zadnjih letih zelo razvija, dograjena in obnovljena je bila osnovno šolo, dograjena ter tudi obnovljena je bila trgovino, zgrajeno je bilo novo šolsko igrišče. V prihodnosti pa načrtujejo tudi izgradnjo hotela, kar bi močno vplivalo na turizem in izgradnjo čistilne naprave. V načrtu pa ima občina tudi izgraditev stanovanjskega naselja oziroma t. i. atrijskega naselja. Povprečna letna temperatura zraka je 10 °C. Najnižja mesečna povprečna temperatura je v januarju -2,5 °C, najvišja pa v juliju 21 °C. Zime so precej mrzle, pomladi zgodnje, poletja vroča, jeseni pa tople. Povprečje letnih padavin je 1090 mm; največ jih je v maju, juniju in juliju. Jesenski meseci so razmeroma suhi. Trojiško podnebje odlikujejo sončni dnevi; na leto jih je v povprečju kar 260. Megle v Sv. Trojici ni veliko; ob naraščanju vlažnosti in oblačnosti se pojavlja oktobra novembra in decembra na območju jezera. 

## Gospodarska razvitost občine in infrastruktura
Kraj je glede na svojo velikost, dobro razvit. Večina prebivalstva se ukvarja s kmetijstvom ali pa je zaposlena v bližnjih tovarnah v Lenartu ali v Mariboru. Kmetje se ukvarjajo predvsem z živinorejo in poljedelstvom. V domačem kraju imajo 3 trgovine, 7 manjših gostiln ali barov, 3 gasilske dome, osnovno šolo, vrtec, pošto, 3 frizerske salone, mesnico, kulturni dom, dom ostarelih, velikansko cerkev in jezero. Imamo tudi veliko samostojnih podjetnikov, ki se predvsem ukvarjajo s prevozništvom, gradnjo in storitvami. Skozi občino poteka tudi avtocesta, ki je pomembna za celotno Slovenijo. V Sv. Trojici v Slov. goricah je nezaposlenih okrog 50 moških in 20 žensk. Za infrastrukturo je v Sv. Trojici dobro poskrbljeno, večina cest je alsfaltiranih in urejenih. Glavna cesta, ki vodi skozi občino je urejena tudi s pločnikom. Na vodovodno omrežje je priključena večina oziroma skoraj vsa gospodinjstva. V kraju je tudi optično omrežje, kanalizacija in čistilna naprava. Kljub vsemu temu je pa še ta kraj zmeraj prava paša za oči, je dežela obdana z gozdom in svežim zrakom.